# Independent Spirit al millor primer guió
L'Independent Spirit al millor primer guió (en anglès Independent Spirit Award for Best First Screenplay) és un dels Premis Independent Spirit que es concedeixen anualment.

## Guanyadors i nominats
El guanyador de cada any es mostra sobre fons blau:

### Dècada del 1990
| Any  | Nominat(s)                      | Pel·lícula                       |
| ---- | ------------------------------- | -------------------------------- |
| 1994 | David O. Russell                | Spanking the Monkey              |
| 1994 | Paul Zehrer                     | Blessings                        |
| 1994 | Kevin Smith                     | Clerks                           |
| 1994 | James Bosley                    | Fun                              |
| 1994 | Tom Noonan                      | What Happened Was                |
| 1995 | Paul Auster                     | Smoke                            |
| 1995 | Harmony Korine                  | Kids                             |
| 1995 | James Gray                      | Little Odessa                    |
| 1995 | Steve McLean                    | Postcards from America           |
| 1995 | Kelly Reichardt                 | River of Grass                   |
| 1996 | Joseph Tropiano i Stanley Tucci | Big Night                        |
| 1996 | Suzan-Lori Parks                | Girl 6                           |
| 1996 | Lisa Krueger                    | Manny & Lo                       |
| 1996 | Michael Scott Myers             | The Whole Wide World             |
| 1996 | Steve Buscemi                   | Trees Lounge                     |
| 1997 | Neil LaBute                     | In the Company of Men            |
| 1997 | Steven Schwartz                 | Critical Care                    |
| 1997 | Paul Thomas Anderson            | Hard Eight                       |
| 1997 | Miguel Arteta                   | Star Maps                        |
| 1997 | Daniel Harris                   | The Bible and Gun Club           |
| 1998 | Darren Aronofsky                | Pi                               |
| 1998 | Lisa Cholodenko                 | High Art                         |
| 1998 | Matthew Weiss                   | Niagara, Niagara                 |
| 1998 | Tamara Jenkins                  | Slums of Beverly Hills           |
| 1998 | Sherman Alexie                  | Smoke Signals                    |
| 1999 | Charlie Kaufman                 | Being John Malkovich             |
| 1999 | Kimberly Peirce i Andy Bienen   | Boys Don't Cry                   |
| 1999 | Anne Rapp                       | Cookie's Fortune                 |
| 1999 | Tod Williams                    | The Adventures of Sebastian Cole |
| 1999 | John Roach i Mary Sweeney       | The Straight Story               |

### Dècada del 2000
| Any  | Nominat(s)                                       | Pel·lícula                         |
| ---- | ------------------------------------------------ | ---------------------------------- |
| 2000 | Gina Prince-Bythewood                            | Love & Basketball                  |
| 2000 | Ben Younger                                      | Boiler Room                        |
| 2000 | David Gordon Green                               | George Washington                  |
| 2000 | Jordan Walker-Pearlman                           | The Visit                          |
| 2000 | Ross Klavan i Michael McGruther                  | Tigerland                          |
| 2001 | Daniel Clowes i Terry Zwigoff                    | Ghost World                        |
| 2001 | Richard Kelly                                    | Donnie Darko                       |
| 2001 | John Cameron Mitchell                            | Hedwig and the Angry Inch          |
| 2001 | Stephen M. Ryder, Michael Cuesta i Gerald Cuesta | L.I.E.                             |
| 2001 | Jennifer Jason Leigh i Alan Cumming              | The Anniversary Party              |
| 2002 | Erin Cressida Wilson                             | Secretary                          |
| 2002 | Laura Cahill                                     | Hysterical Blindness               |
| 2002 | Burr Steers                                      | Igby Goes Down                     |
| 2002 | Neil Burger                                      | Interview with the Assassin        |
| 2002 | Heather Juergensen i Jennifer Westfeldt          | Kissing Jessica Stein              |
| 2003 | Thomas McCarthy                                  | The Station Agent                  |
| 2003 | Karen Moncrieff                                  | Blue Car                           |
| 2003 | Patty Jenkins                                    | Monster                            |
| 2003 | Peter Sollett i Eva Vives                        | Raising Victor Vargas              |
| 2003 | Catherine Hardwicke i Nikki Reed                 | Thirteen                           |
| 2004 | Joshua Marston                                   | Maria Full of Grace                |
| 2004 | Rodney Evans                                     | Brother to Brother                 |
| 2004 | Zach Braff                                       | Garden State                       |
| 2004 | Shane Carruth                                    | Primer                             |
| 2004 | Mario de la Vega                                 | Robbing Peter                      |
| 2005 | Duncan Tucker                                    | Transamerica                       |
| 2005 | Kenneth Hanes                                    | Fixing Frank                       |
| 2005 | Angus MacLachlan                                 | Junebug                            |
| 2005 | Miranda July                                     | Me and You and Everyone We Know    |
| 2005 | Sabina Murray                                    | The Beautiful Country              |
| 2006 | Michael Arndt                                    | Little Miss Sunshine               |
| 2006 | Dito Montiel                                     | A Guide to Recognizing Your Saints |
| 2006 | Gabrielle Zevin                                  | Conversations with Other Women     |
| 2006 | Ryan Fleck i Anna Boden                          | Half Nelson                        |
| 2006 | Goran Dukić                                      | Wristcutters: A Love Story         |
| 2007 | Diablo Cody                                      | Juno                               |
| 2007 | Jeffrey Blitz                                    | Rocket Science                     |
| 2007 | Zoe Cassavetes                                   | Broken English                     |
| 2007 | Kelly Masterson                                  | Before the Devil Knows You're Dead |
| 2007 | John Orloff                                      | A Mighty Heart                     |
| 2008 | Dustin Lance Black                               | Milk                               |
| 2008 | Lance Hammer                                     | Ballast                            |
| 2008 | Courtney Hunt                                    | Frozen River                       |
| 2008 | Jonathan Levine                                  | The Wackness                       |
| 2008 | Jenny Lumet                                      | Rachel Getting Married             |
| 2009 | Geoffrey Fletcher                                | Precious                           |
| 2009 | Sophie Barthes                                   | Cold Souls                         |
| 2009 | Scott Cooper                                     | Crazy Heart                        |
| 2009 | Cherien Dabis                                    | Amreeka                            |
| 2009 | Tom Ford i David Scearce                         | A Single Man                       |

### Dècada del 2010
| Any  | Nominat(s)                         | Pel·lícula                             |
| ---- | ---------------------------------- | -------------------------------------- |
| 2010 | Lena Dunham                        | Tiny Furniture                         |
| 2010 | Robert Glaudini                    | Jack Goes Boating                      |
| 2010 | Nik Fackler                        | Lovely, Still                          |
| 2010 | Dana Adam Shapiro i Evan M. Wiener | Monogamy                               |
| 2010 | Diane Bell                         | Obselidia                              |
| 2011 | Will Reiser                        | 50/50                                  |
| 2011 | Mike Cahill i Brit Marling         | Another Earth                          |
| 2011 | J.C. Chandor                       | Margin Call                            |
| 2011 | Patrick deWitt                     | Terri                                  |
| 2011 | Phil Johnston                      | Cedar Rapids                           |
| 2012 | Derek Connolly                     | Safety Not Guaranteed                  |
| 2012 | Rama Burshtein                     | Fill the Void                          |
| 2012 | Christopher D. Ford                | Robot & Frank                          |
| 2012 | Rashida Jones i Will McCormack     | Celeste and Jesse Forever              |
| 2012 | Jonathan Lisecki                   | Gayby                                  |
| 2013 | Lake Bell                          | In a World...                          |
| 2013 | Joseph Gordon-Levitt               | Don Jon                                |
| 2013 | Bob Nelson                         | Nebraska                               |
| 2013 | Jill Soloway                       | Afternoon Delight                      |
| 2013 | Michael Starrbury                  | The Inevitable Defeat of Mister & Pete |